# Lušci Palanka
Lušci Palanka je naseljeno mjesto u općini Sanski Most, Federacija Bosne i Hercegovine, BiH.

## Povijest
Naziv Lušci prvi put se spominje kao župa u povijesnom izvoru "Povelja bana Stjepana Drugog Kotromanića", 1323. godine, a u jednom zapisu iz 1351. se spominje ime Ratka Lužca, čelnika župe, na osnovu čega se može pretpostaviti da je i dobila naziv Lušci, kojem je kasnije dodan drugi dio Palanka. Po drugoj pretpostavci, naziv je dobila po rasprostranjenim lugovima, kojima je prošarana ova živopisna plodna podrgrmečka kotlina, okružena brdima Otiš, Voloder, Vitoroga i Predojević Glavica. Treći povijesni dokument datira iz 1392. godine, iz kojeg se vidi da je kralj Stjepan Dabiša boravio u Lušcima sa svojom vojnom svitom, kojom prilikom je predao delegaciji Dubrovčana povelju s priznavanjem prava na povlastice u trgovini. Tu je s vojskom vršio pripreme za napad na Ugarsku. Na osnovu spomenutih podataka, kao i mnogih drugih, može se zaključiti da ovo mjesto ima bogatu povijesnu prošlost i da je sve od prvog spominjanja u 14. stoljeću, pa do samog kraja 20. stoljeća, predstavljalo administrativno središte koji je u različitim vremenskim periodima dobivao odgovarajuće nazive: župa, općina, kotar, mjesni odbor, mjesna zajednica itd.
Do sredine šezdesetih godina 20. stoljeća postojala je općina Lušci Palanka, koja je zatim ukinuta i pripojena općini Sanski Most. Po popisu iz 1961. godine, općina Lušci Palanka je imala 11.562 stanovnika (Srbi - 8.376, Muslimani - 3.090, Hrvati - 75, ostali - 21). Obuhvaćala je naselja: Bjeline, Bojište, Bošnjaci, Donji Lipnik, Đurići, Fajtovci, Glavice, Gorice, Gornji Lipnik, Jelašinovci, Kozin, Lukavice, Lušci Palanka, Majkić Japra Donja, Majkić Japra Gornja, Miljevci, Modra, Naprelje, Otiš, Praštali i Skucani Vakuf.

## Stanovništvo

### Popisi 1971. – 1991.
| Lušci Palanka      |                |              |              |
| godina popisa      | 1991.          | 1981.        | 1971.        |
| Srbi               | 1.050 (97,31%) | 828 (89,03%) | 682 (96,60%) |
| Muslimani          | 0              | 0            | 1 (0,14%)    |
| Hrvati             | 0              | 1 (0,10%)    | 5 (0,70%)    |
| Jugoslaveni        | 17 (1,57%)     | 88 (9,46%)   | 12 (1,69%)   |
| ostali i nepoznato | 12 (1,11%)     | 13 (1,39%)   | 6 (0,84%)    |
| ukupno             | 1.079          | 930          | 706          |

### Popis 2013.
| Lušci Palanka      |              |
| godina popisa      | 2013.        |
| Bošnjaci           | 3 (1,33%)    |
| Srbi               | 216 (95,58%) |
| Hrvati             | 2 (0,88%)    |
| ostali i nepoznato | 5 (2,21%)    |
| ukupno             | 226          |